# Koschanka
Koschanka (ukrainisch und russisch Кожанка) ist eine Siedlung städtischen Typs im Rajon Fastiw im Westen der ukrainischen Oblast Kiew mit etwa 2100 Einwohnern (2014).

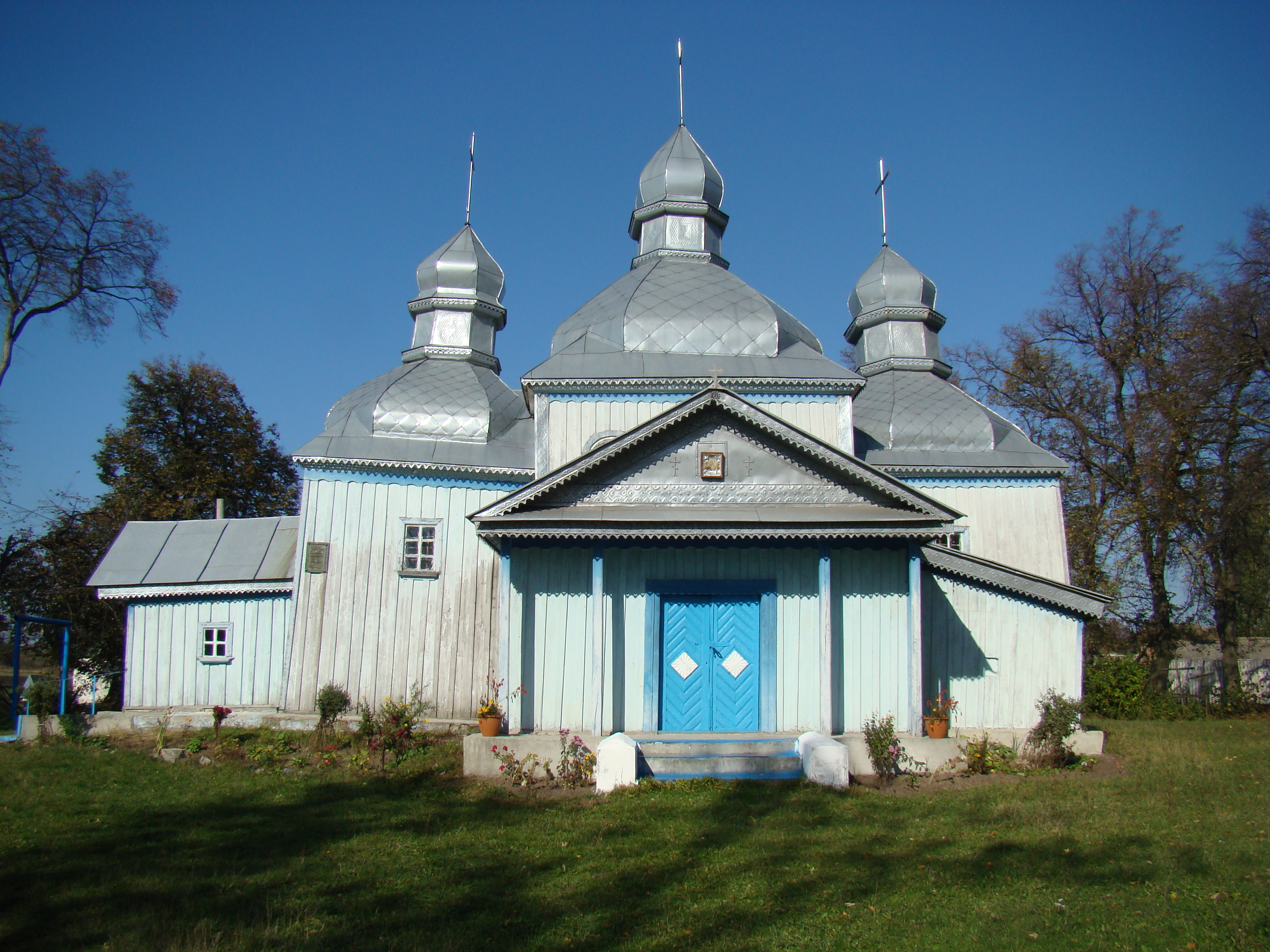
Die Holzkirche von Koschanka, ein Baudenkmal des Ortes

Koschanka liegt am Ufer der Kamjanka (ukrainisch Кам'янка), einem linken Nebenfluss des Ros, an der Grenze zur Oblast Schytomyr. Das über die Territorialstraße T–10–13 erreichbare Rajonzentrum Fastiw befindet sich 18 km nordöstlich von Koschanka.
Die im 14. Jahrhundert gegründete Ortschaft besitzt seit 1972 den Status einer Siedlung städtischen Typs.

## Verwaltungsgliederung
Am 12. Juni 2020 wurde die Siedlung zum Zentrum der neugegründeten Siedlungsgemeinde Koschanka (Кожанська селищна громада/Koschanska selyschtschna hromada). Zu dieser zählen auch die 13 in der untenstehenden Tabelle aufgelisteten Dörfer sowie die Ansiedlung Stepowe, bis dahin bildete sie zusammen mit dem Dorf Sofijiwka sowie der Ansiedlung Stepowe die gleichnamige Siedlungsratsgemeinde Koschanka (Кожанська селищна рада/Koschanska selyschtschna rada) im Südwesten des Rajons Fastiw.
Folgende Orte sind neben dem Hauptort Koschanka Teil der Gemeinde:
| Name                     | Name           | Name                             |
| ukrainisch transkribiert | ukrainisch     | russisch                         |
| ------------------------ | -------------- | -------------------------------- |
| Dmytriwka                | Дмитрівка      | Дмитровка (Dmitrowka)            |
| Jachny                   | Яхни           | Яхны                             |
| Jelysawetiwka            | Єлизаветівка   | Елизаветовка (Jelisawetowka)     |
| Koroliwka                | Королівка      | Королевка (Korolewka)            |
| Malopolowezke            | Малополовецьке | Малополовецкое (Malopolowezkoje) |
| Piwni                    | Півні          | Пивни                            |
| Pylypiwka                | Пилипівка      | Пилиповка (Pilipowka)            |
| Skryhaliwka              | Скригалівка    | Скригалевка (Skrigalewka)        |
| Sofijiwka                | Софіївка       | Софиевка (Sofijewka)             |
| Stawky                   | Ставки         | Ставки (Stawki)                  |
| Stepowe                  | Степове        | Степовое (Stepowoje)             |
| Tarassiwka               | Тарасівка      | Тарасовка (Tarassowka)           |
| Trylissy                 | Триліси        | Трилесы (Trilessy)               |
| Wolyzja                  | Волиця         | Волица (Woliza)                  |